# 四川師大駅
四川師大駅（しせんしだいえき、中国語：四川师大站、英語: Sichuan Normal University Station）は中国四川省成都市錦江区菱安路にある、成都地下鉄7号線の駅。2017年6月2日に開業。駅名は、駅付近にある大学『四川師範大学』から名づけられた。建設段階での駅名は「川師駅」。施工者は中鐵九局集團有限公司。

将来的には、成都地下鉄13号線も当駅に乗り入れる計画が存在している。

## 歴史
- 2013年9月24日 - 駅建設開始[3]。
- 2015年7月20日 - 主要構造が完成。
- 2017年12月6日 - 開業[1]。

## 駅構造

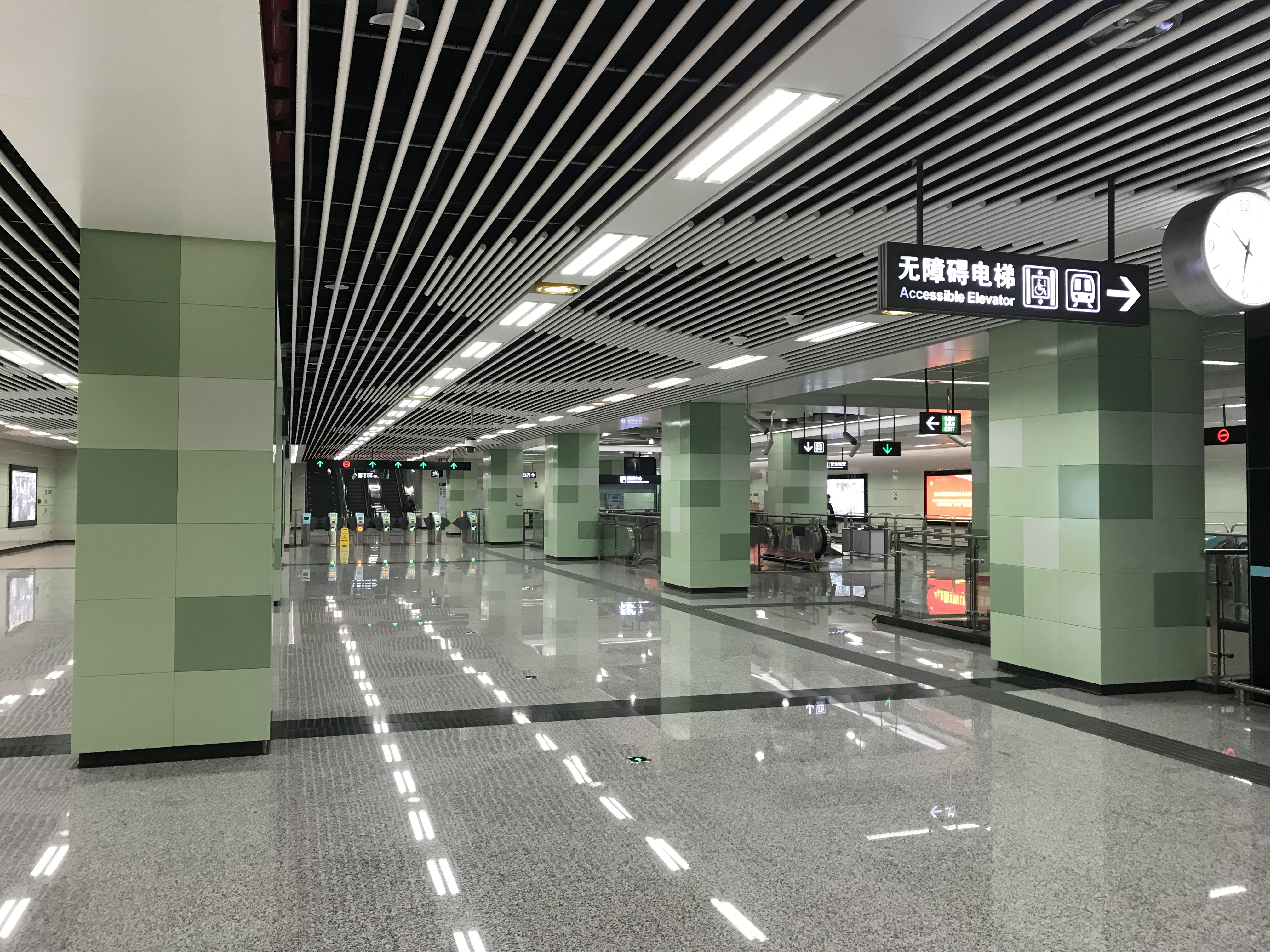
一階ロビー
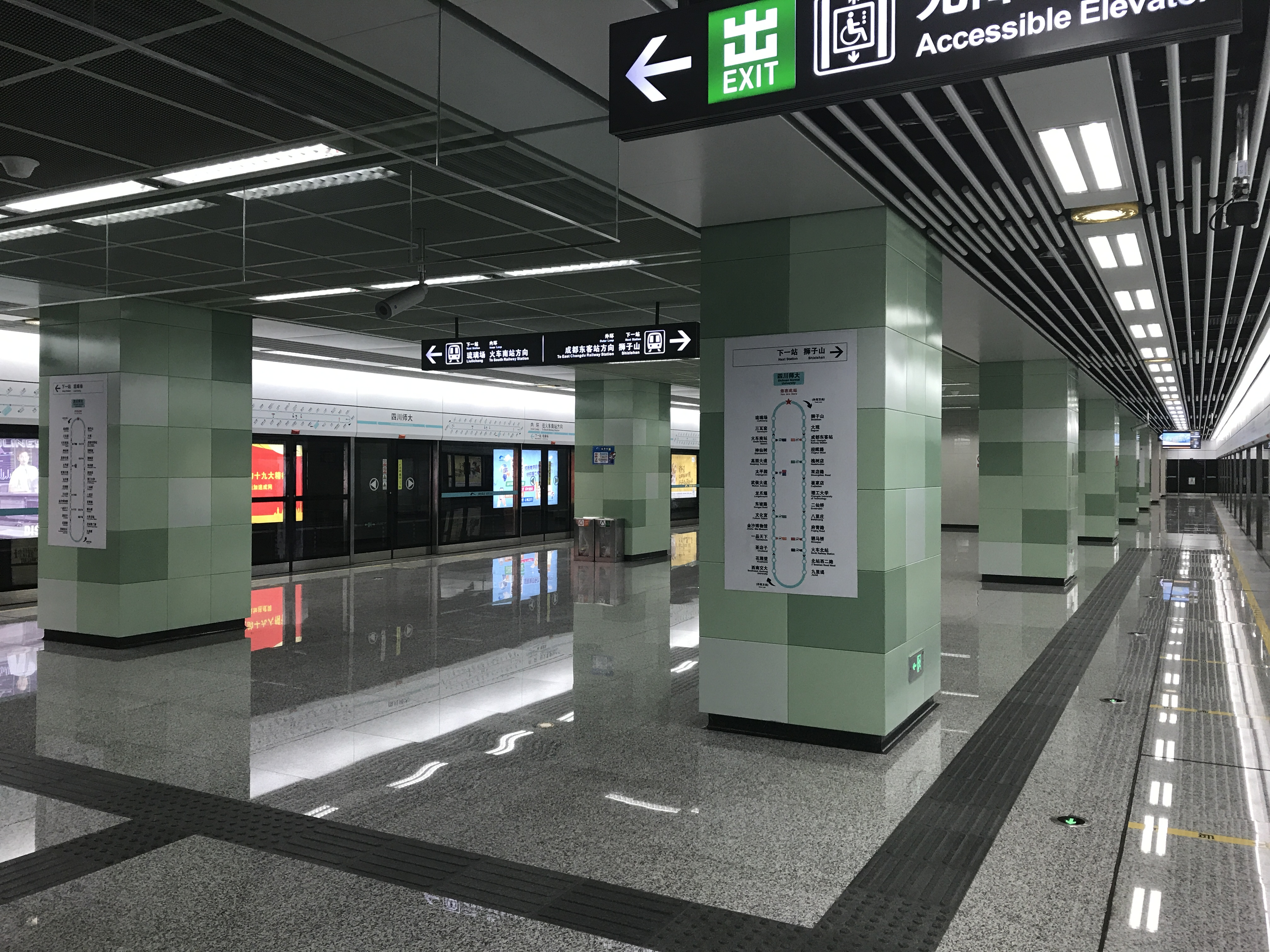
7号線のホーム

島式ホーム1面2線の地下駅。
| 地上      |                                 | 出入口                                 |  |
| 地下 一階 | 駅ロビー                        | 安全検査、券売機、駅売店               |  |
| 地下 二階 |                                 | （成都地下鉄13号線のホームが建設予定） |  |
| 地下 三階 |                                 | ■7号線 外回り （次の駅:獅子山）        |  |
| 地下 三階 | 島式ホーム                      |                                        |  |
| 地下 三階 | ■7号線 内回り （次の駅:琉璃場） |                                        |  |

- 一階ロビー
- 7号線のホーム

## 出入口
出入口は6つ設計されているが、2018年現在は5つ開放されている。
|                                               |      |        |                                |
| 出入口番号                                    | 設備 | 場所   | 出入口番号                     |
| 出口 · B                                      |      | 静安路 | 華潤幸福里、万科城市花园       |
| 出口 · C · 1                                  |      | 静安路 | 四川省衣科院                   |
| 出口 · C · 2                                  |      | 静安路 | 城東雅郡                       |
| 出口 · D · 1                                  |      | 菱安路 | 校园春天                       |
| 出口 · D · 3                                  |      | 菱安路 | 四川師範大学獅子山校区、德馨苑 |
| 注： エレベーター \| 車椅子の昇降台 \| トイレ |      |        |                                |

## 隣の駅
成都地下鉄
■7号線
獅子山駅 - 四川師大駅  - 琉璃場駅